# کری (فدایی)

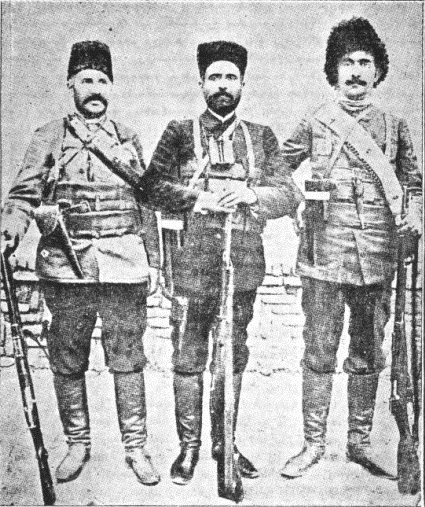
از چپ به راست: کری، یپرم‌خان و خچو

آرشاک گاوافیان (ارمنی: Արշակ Գավաֆյան; انگلیسی: Arshak Gavafian) مشهور به کِری (ارمنی: Քեռի; انگلیسی: Keri)، (زاده ۱۸۵۸ میلادی در کارین - درگذشت ۱۵ مه ۱۹۱۶ رواندز، عراق)، یک فدایی ارمنی و فرمانده گردان چهارم واحد داوطلب ارمنی بود. کِری از اعضای فدراسیون انقلابی ارمنی بود و در خیزش‌هایی همچون جنبش آزادی‌بخش ملی ارمنی، جنبش مشروطه ایران، جنگ جهانی اول و نبرد ساری‌قمیش شرکت نمود.